# Giardino (Ferrara)
Il Giardino (o rione Giardino) è un quartiere di Ferrara che appartiene alla Circoscrizione 1 (con Centro cittadino, Arianuova e Doro)
Il suo nome è legato all'idea di città giardino proposta da Ciro Contini dopo il 1910 con un progetto di urbanizzazione e riqualificazione cittadina.

## Storia
L'area dove si estende il quartiere è all'interno delle mura di Ferrara nel settore a sud-ovest. Un tempo qui insisteva una zona residenziale di età medievale, a ridosso della cinta muraria, che venne fortificata con la costruzione di baluardi voluti dal duca Alfonso II d'Este. In questa stessa zona, nel 1522, il duca Alfonso I d'Este aveva ordinato l'inalveazione del Reno nel Po causandone la difficile navigabilità a causa dei detriti portati dalle acque del Reno, che in seguito determinarono l'interramento dei fondali del Po.
Poiché i lavori di bonifica del fiume risultarono insoddisfacenti, il Alfonso II diede incarico a Giovan Battista Aleotti di rafforzare le mura occidentali tramite la costruzione di una fortezza militare, a cavallo dei borghi di San Giacomo e di San Luca. I lavori per la sua costruzione procedettero dal 1563 al 1585 e si interruppero alla morte di Alfonso II.
Con la morte del duca, avvenuta nel 1597, iniziarono mesi difficili a Ferrara. Cesare d'Este non era il figlio legittimo del duca scomparso ma solo il suo erede designato. Occorre ricordare che Ferrara era feudo papale, quindi l'investitura doveva venire dalla Santa Sede, mentre per Modena e Reggio Emilia, feudi imperiali, era necessaria l'investitura del Sacro Romano Impero. Rodolfo II d'Asburgo concesse la seconda, quindi Cesare fu riconosciuto erede legittimo, invece papa Clemente VIII non riconobbe tale diritto e arrogò al papato la facoltà di rientrare in possesso e di amministrare direttamente il territorio di Ferrara. Nei primi mesi del 1598 venne così consumata la devoluzione di Ferrara allo Stato Pontificio.
Sotto il governo papale Giovan Battista Aleotti venne incaricato di progettare e costruite un'imponente fortezza pontificia. Questa fu poi portata a termine con papa Paolo V, il quale rinunciò al progetto dell'Aleotti dando l'incarico di un nuovo progetto a Pompeo Targone.
Di notevoli dimensioni e a forma di stella a cinque punte, fu terminata nel corso del XVII secolo venendo in seguito distrutta durante la Campagna d'Italia di Napoleone Bonaparte. Fu riedificata dagli austriaci nel corso del XIX secolo ed infine definitivamente rasa quasi completamente al suolo a partire dal 1859, anno in cui Ferrara entrò a far parte del Regno di Sardegna.
L'abbattimento della fortezza pontificia liberò una vasta area nel settore sud-ovest della città, la cosiddetta Spianata (ex piazza d'Armi), che divenne importante per gli sviluppi urbanistici dei primi anni del XX secolo. La vicinanza della stazione di Ferrara, ultimata nel 1862, la nascita di Viale Cavour e la costruzione di numerosi villini borghesi furono frutto del nuovo piano regolatore che prevedeva anche la sistemazione di piazza d'armi. Ispiratore di questo rinnovamento fu, tra gli altri, Ciro Contini.

## Monumenti e luoghi d'interesse
Il vasto terreno lasciato dall'ex fortezza iniziò ad essere occupato dall'acquedotto monumentale del 1932 (progetto di Carlo Savonuzzi), edificato al centro di piazza XXVIII Ottobre (dal 1945 piazza XXIV Maggio) dalla quale parte, perpendicolare a viale Cavour, corso Vittorio Veneto, un ampio viale costeggiato da villette borghesi alcune delle quali in stile liberty. Nel 1928 vennero costruite le scuole elementari "Mario Poledrelli" mentre fra il 1925 e il 1928 era sorto lo Stadio Paolo Mazza. Fra il 1925 e il 1926 venne eretta la caserma Pastrengo all'angolo fra Corso Piave e Corso Isonzo, ad opera dell'ingegnere Virgilio Coltro, mentre fra il 1936 e il 1937 fu eretta la nuova palazzina con uffici del Mercato Ortofrutticolo, lungo corso Isonzo. La palazzina dal momento del suo restauro ospita al piano terra la sede dell'Urban Center comunale e al piano superiore la sede dell'ordine degli architetti della provincia di Ferrara e l'area dell'ex mercato è adibita a parcheggio dopo lo spostamento del mercato (negli anni '80) in un'altra sede.

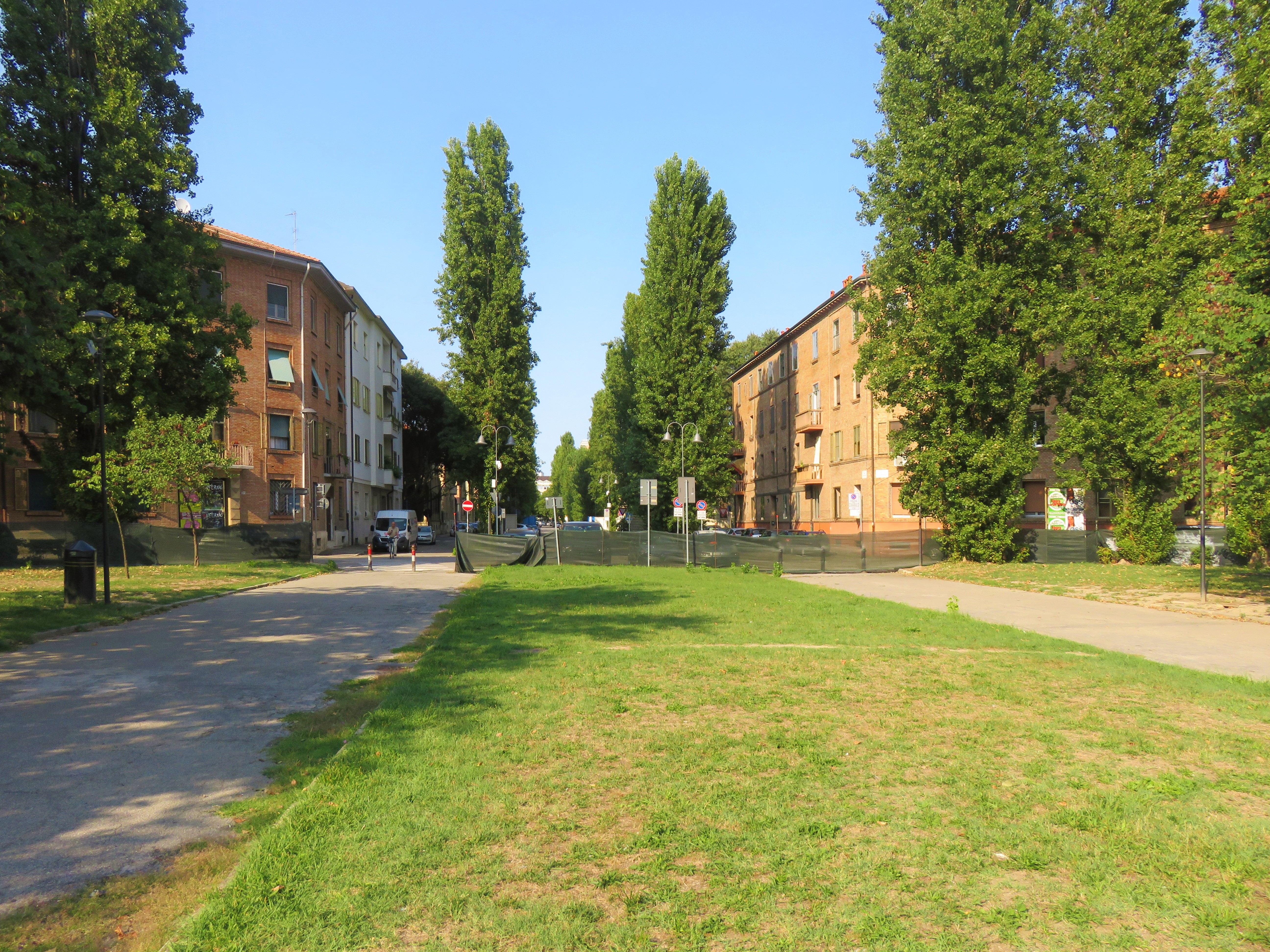
Corso Vittorio Veneto visto da piazza XXIV Maggio.

Lungo viale IV Novembre sorse, fra il 1936 e il 1938, la Casa della G.I.L. ed in seguito l'edificio venne notevolmente modificato rispetto al progetto originario. Negli anni fra il 1950 e il 1953 sorsero diversi edifici, in prevalenza complessi residenziali, i quali rivestono un'importanza architettonica rilevante nonostante la loro storia risulti piuttosto recente. In viale IV Novembre fu costruito nel 1950 il Condominio impiegati Consorzio Canapa, progetto di Luciano Zambon su ispirazione delle opere di Adalberto Libera, mentre nel 1953 partì l primo stralcio del progetto INA-Casa fra le vie Paolo V, via Fortezza e via IV Novembre. La Chiesa parrocchiale dedicata alla Santissima Vergine Addolorata (progetto di Emilio Faccini) è del 1957.
Nel 1960 Giovanni Rizzoni progettò la sede dell'INAM, dopo aver progettato analogo edificio nella città di Firenze. L'edificio ferrarese si presenta con una struttura volumetrica molto imponente con pianta a forma di "H", con di ampi finestroni e giochi di rientranze e sporgenze. L'entrata e lungo via Cassoli, accanto allo stadio, e sul retro è presente un vasto parco pubblico. In seguito il complesso è stato utilizzato dall'ASL.
Il Rione Giardino, completato tra il 1964 e il 1970, fu opera in particolare dell'architetto Alfredo Lambertucci, che progettò un corpo di edifici compreso fra le vie Isonzo, via Poledrelli e corso Vittorio Veneto per un totale di 3.813 m2 e quattro blocchi di edifici, il più alto dei quali raggiunge i 30 metri di altezza.
Tra il 1990 e il 1993, all'angolo fra corso Piave e corso Isonzo, di fianco all'ex Caserma Pastrengo, venne costruito un complesso polifunzionale (progetto di Adriano Lazzari).

## Territorio e viabilità
Il quartiere sorge all'interno della cerchia muraria cittadina ed è delimitato da via Darsena a sud, corso Isonzo ad est, viale Cavour a nord e via San Giacomo ad ovest. Comprende strade importanti come corso Piave, corso Vittorio Veneto, via Cassoli e via Poledrelli. La stazione di Ferrara è a breve distanza.